# Point Thomas
Point Thomas är en udde i Antarktis. Den ligger i Sydshetlandsöarna. Argentina, Chile och Storbritannien gör anspråk på området.
Forskningsstationen Comandante Ferraz ligger 9 kilometer nordost om Thomas. 